# Villa del Rey
Villa del Rey es una villa y municipio español, en la provincia de Cáceres, comunidad autónoma de Extremadura.

## Geografía física
El término municipal de Villa del Rey tiene los siguientes límites:
- Alcántara al oeste;
- Mata de Alcántara al norte;
- Brozas al sur y este.

El relieve del municipio se caracteriza por llanuras y pendientes suaves propias de las llanuras del Tajo y del Salor. Todo el término pertenece a la cuenca hidrográfica del Tajo y el principal curso de agua es el río Jartín. Por ser zona seca, cuenta con varios pequeños embalses y charcas.

## Historia
En 1594 formaba parte de la Tierra de Alcántara en la Provincia de Trujillo con la denominación de Aldea el Rey.
A la caída del Antiguo Régimen la localidad se constituye en municipio constitucional en la región de Extremadura, Partido Judicial de Alcántara  que en el censo de 1842 contaba con 160 hogares y 876 vecinos.
Desde mediados del siglo XX, el número de habitantes ha bajado considerablemente.

## Demografía
Villa del Rey cuenta con una población de 116 habitantes (INE 2024).
| Gráfica de evolución demográfica de Villa del Rey entre 1842 y 2021                                                 |
| |
| Población de derecho según los censos de población del INE Población de hecho según los censos de población del INE |

## Patrimonio
Destaca la Iglesia parroquial católica del siglo XVI bajo la advocación de Santiago Apóstol, perteneciente a la diócesis de Coria y el castillo de Belvís, del siglo XIII.
En 1906 se construyó el cementerio actual -denominado de la Santísima Trinidad-, exhumándose los restos del antiguo -llamado de los Santos Mártires- y procediéndose a la venta del solar de este último.

## Festividades
Las principales festividades del municipio son:
- San Blas, 3 de febrero;
- Matanza, mediados de marzo;
- Semana Santa;
- Romería de San Blas, principios de mayo;
- Fiestas del Emigrante, mediados de agosto.